# La huella de unos labios
La huella de unos labios è un film del 2023 diretto da Julián Hernández.

## Trama
Mentre il mondo intero è sotto allarme a causa di una misteriosa pandemia, 
Román, attore gay che lavora in film di serie B, stringe amicizia online con Aldo, un giovane indigeno che vive nel suo stesso complesso di appartamenti.

## Riconoscimenti
- 2023 - Roze Filmdagen Amsterdam LGBT Film Festival
  - Candidatura al Premio della giuria per il miglior film